# Eupronoe minuta
Eupronoe minuta är en kräftdjursart. Eupronoe minuta ingår i släktet Eupronoe och familjen Pronoidae. Inga underarter finns listade i Catalogue of Life.